# Agaleptus zimbabweanus
Agaleptus zimbabweanus é uma espécie de coleóptero da tribo Callichromatini (cerambycinae), com distribuição apenas no Zimbábue.

## Sistemática
- Ordem Coleoptera
  - Subordem Polyphaga
    - Infraordem Cucujiformia
      - Superfamília Chrysomeloidea
        - Família Cerambycidae
          - Subfamília Cerambycinae
            - Tribo Callichromatini
              - Gênero Agaleptus
                - A. zimbabweanus (Adlbauer, 1996)